# Allentsteig
Allentsteig es un municipio situado en el distrito de Zwettl, en el estado de Baja Austria, Austria. Tiene una población estimada, en 2022, de 1738 habitantes.

## Economía e infraestructura
El empleador más importante es directa e indirectamente el ejército, en el área de entrenamiento militar Allentsteig. La base fue creada inmediatamente después de la anexión de Austria en el verano de 1938 por orden de Adolf Hitler, en el transcurso del cual Döllersheim y Strones, los pueblos de origen de sus padres y abuelos, fueron reasentados, se supone que para ocultar sus orígenes. 